# Ленинский район (Севастополь)
Ле́нинский райо́н (укр. Ле́нінський райо́н) — один из четырёх административных районов города Севастополя, занимающий его центральную часть.

## История
Своё нынешнее название район получил в 1961 году, когда был переименован Сталинский район.
После аннексии Крыма Россией новыми властями в границах района было образовано внутригородское муниципальное образование Ленинский муниципальный округ в составе города федерального значения Севастополь. В рамках административно-территориального устройства Украины, не признающей аннексию Севастополя Россией, район относится к территории, подчинённой Севастопольскому городскому совету.
17 июля 2020 года Верховная рада Украины приняла постановление о новой сети районов в стране, которым предполагалось вывести территорию Севастопольского городского совета, кроме городской застройки самого Севастополя и Балаклавы, включая часть Ленинского района, и включить её в состав Бахчисарайского района Автономной Республики Крым, однако это решение не вступало в силу до «возвращения Крыма под общую юрисдикцию Украины». 9 сентября 2023 года, несмотря на отсутствие контроля над полуостровом, вступили в силу поправки, которые ввели в действие данное постановление в отношении Крыма.

## География

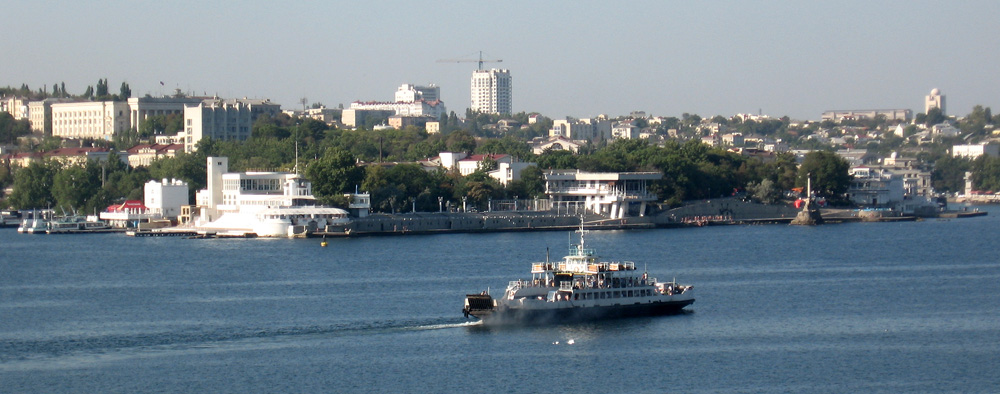
Вид на Городскую сторону Севастополя

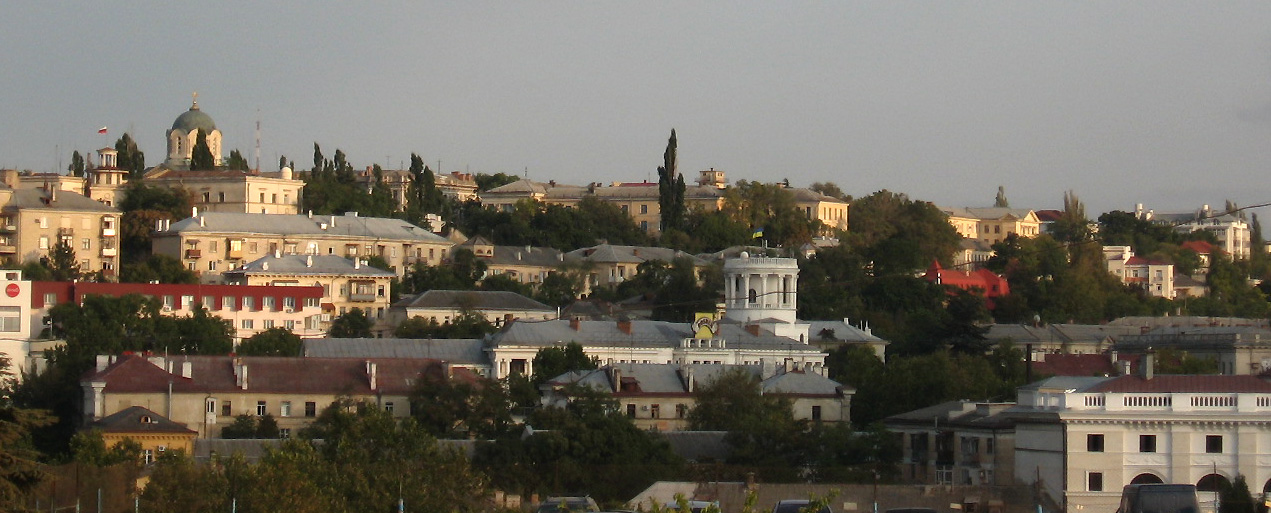
Вид на Центральный городской холм

Ленинский район расположен на Южной стороне города, а именно в районе, который носит историческое название Городская сторона, отделённой от Корабельной стороны Южной бухтой. С территории нынешнего Ленинского района началось основание города: здесь в районе площади Нахимова в 1783 году были заложены первые городские здания.
Границы Ленинского района определены решением городского совета от 8 февраля 1977 года. Ими служат Карантинная бухта и Карантинная балка на западе, Сарандинакина балка и Южная бухта на востоке, берег Севастопольской бухты — на севере, и границы Балаклавского и Гагаринского районов — на юге. Пространственную ось района задаёт значительно вытянутый Центральный городской холм, вокруг которого расположено Центральное городское кольцо, состоящее из площадей Нахимова, Суворова, Ушакова, Лазарева, улиц Ленина, Большой Морской и проспекта Нахимова. Основными зонами отдыха в районе являются бульвары (Исторический, Приморский, Матросский и Екатерининский) и парки (имени 60-летия СССР, Детский, имени Н. Музыки), есть также 20 скверов, работают пляжи.
По площади район наименьший из всех районов города — 26,0 км².

## Население
| 1959     | 1979     | 1989     | 2001     | 2014     | 2015     | 2016     |
| -------- | -------- | -------- | -------- | -------- | -------- | -------- |
| 72 285   | ↗111 779 | ↗119 591 | ↘109 726 | ↘106 882 | ↗108 622 | ↗112 220 |
| 2017     | 2018     | 2019     | 2020     | 2021     |          |          |
| ↗114 862 | ↗115 902 | ↗117 430 | ↗119 522 | ↗138 656 |          |          |

По оценке на 1 января 2016 года численность постоянного населения района составила 112 220 человек (100 % из которых — городское); на 1 января 2015 года — 108 622 человек.
По итогам переписи населения в Крымском федеральном округе по состоянию на 14 октября 2014 года численность постоянного населения (в рамках одноимённого муниципального округа) составила 106 882 человека (100 % из которых — городское).
По оценке на 1 марта 2014 года численность постоянного населения района составила 110176 человека, наличного —  111214 человек. На 1 июля 2014 года постоянное население района составило 110 166 человек.

## Инфраструктура

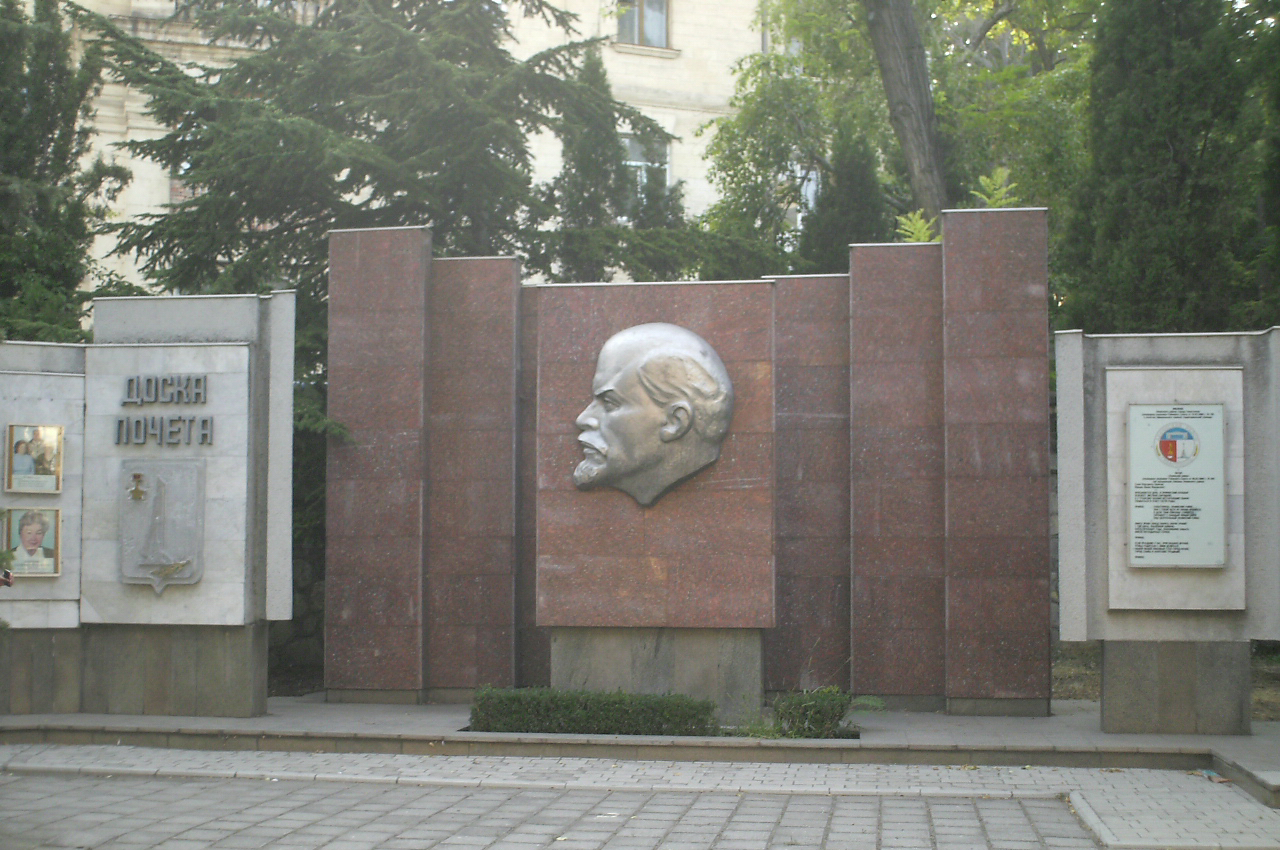
Доска почёта Ленинского района

В районе зарегистрированы более восьмисот предприятий и учреждений. Традиционные для экономики района направления — пищевая и лёгкая промышленность. Так как район занимает центральную, плотно заселённую часть города, в нём мало крупных промышленных предприятий, зато расположены офисы крупнейших строительных компаний, нефтетрейдеров, судовладельцев, банков. Здесь же сосредоточено большинство общегородских административных учреждений: Севастопольская городская государственная администрация и Севастопольский городской Совет, управление МВД России в городе Севастополе, штаб Черноморского флота России, воинские части ЧФ России.
Большая часть учреждений культуры и многие памятники истории, культуры и архитектуры Севастополя также расположены в Ленинском районе, среди них:
- Башня ветров
- Графская пристань
- Владимирский собор
- Покровский собор
- Петропавловская церковь
- Храм Архистратига Михаила
- Кладбище коммунаров
- Бывшая кенасса
- Севастопольский художественный музей имени М. П. Крошицкого
- Театр имени Луначарского
- Матросский клуб
- Военно-исторический музей Черноморского флота
- Памятник затопленным кораблям
- Памятник матросу и солдату

В Ленинском районе развита социальная инфраструктура: образование (33 детских сада, 14 общеобразовательных школ, 1 школа-интернат, 1 спортшкола, 3 ПТУ и средних учебных заведений, 9 заведений науки и научного обслуживания), здравоохранение (17 поликлиник и больниц, а также их филиалов), культура и искусство (2 театра, 7 кинотеатров, 9 клубов и домов культуры, Севастопольский государственный цирк), спорт (3 стадиона, 2 плавательных бассейна).
|                                 |  |                                         |  |                  |
| Севастопольский городской совет |  | Дом офицеров Черноморского флота России |  | Покровский собор |